# ザ・ガン (イギリスのバンド)
ザ・ガン（The Gun）は、1960年代後半に活動したイングランドのロック・ギター・トリオである。

## 概要
1967年結成。ポール・ガーヴィッツ（ベース）とエイドリアン・ガーヴィッツ（ギター、ボーカル）の兄弟とルイ・ファレル（ドラム）で活動した。イギリスにおけるトップ10ヒット曲「悪魔天国（Race with the Devil）」を持ち、解散するまでに2枚のアルバムを録音した。
1970年解散。ガーヴィッツ兄弟はスリー・マン・アーミーを結成。やがて2人に元クリームのジンジャー・ベイカーが加わり、ベイカー・ガーヴィッツ・アーミーが結成された。

## メンバー
- エイドリアン・ガーヴィッツ (Adrian Gurvitz) - ギター、ボーカル
- ポール・ガーヴィッツ (Paul Gurvitz) - ベース
- ルイ・ファレル (Louie Farrell) - ドラム

## ディスコグラフィ
- 『悪魔天国』 -  Gun (1968年、CBS)
- 『ガンサイト』 - Gunsight (1969年、CBS)